# 佐伯浩一
佐伯 浩一（さえき こういち、1983年6月12日 - ）は、連島中－水島工業高校－日本大学を経て、NTT東日本バドミントン部に所属している男子バドミントン選手。岡山県出身。右利き。身長180cm、体重60kg。

## 概要
学生時代は小学校から現在に至るまでの各年代で優秀な成績を残していた。2006年トマス杯のナショナルメンバーにも選出され、日本を代表する選手へと成長した。また日本ユニシスバドミントン部で活躍している佐伯祐行は実弟である。
2012年末に現役引退。

## 経歴
- 1998年
  - （全中）男子シングルス2位
- 2001年
  - （インターハイ）男子シングルス3位
  - （インターハイ）男子ダブルス2位
  - （全日本ジュニア）男子シングルス・ダブルス優勝
- 2002年
  - （インカレ）男子ダブルス3位
- 2003年
  - （インカレ）男子シングルス2位
- 2006年
  - （トマス杯）日本代表　団体ベスト8